# Reduitbrigade 24

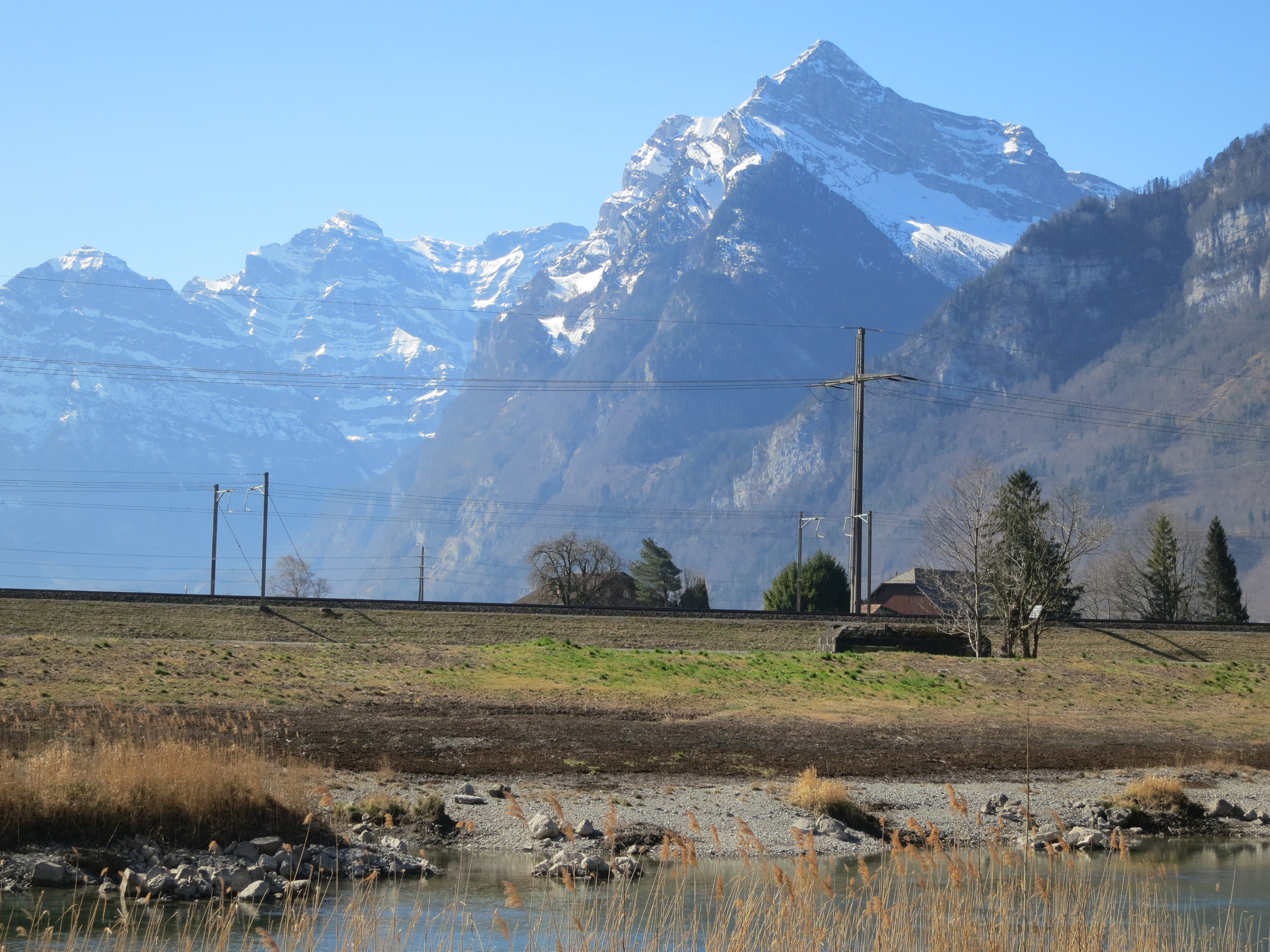
Bunker Wärterhaus an der Linth, Hintergrund Glärnisch

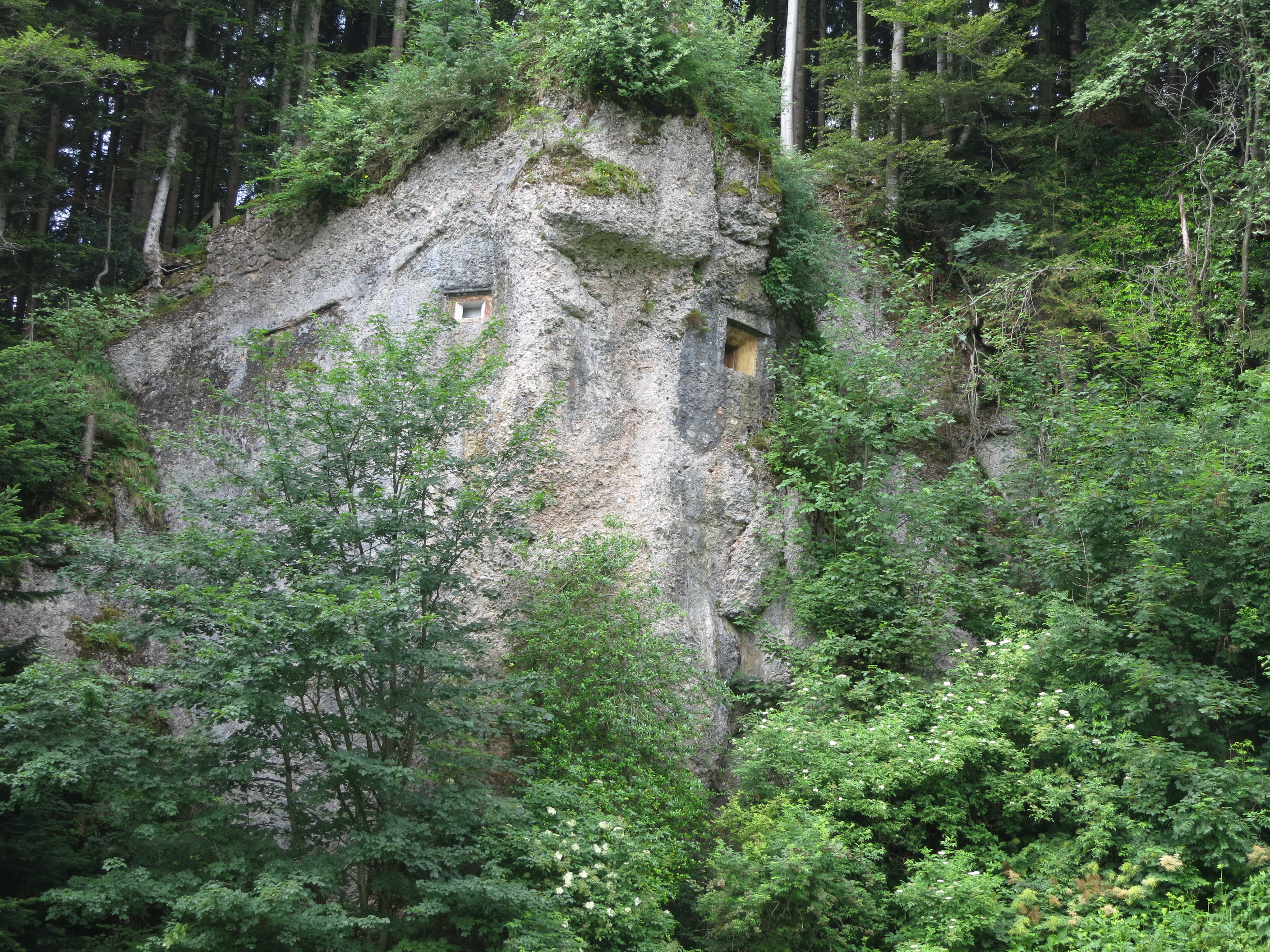
Artilleriewerk Spitz ob Sattel SZ

Die Reduitbrigade 24 (R Br 24 «Innerschweiz») war eine von drei Reduitbrigaden der Festungstruppen der Schweizer Armee die 1947 neu geschaffen wurden. Mit der Armee 61 wurden sie dem Gebirgsarmeekorps 3 unterstellt und 1994 mit der Armee 95 abgeschafft.

## Geschichte
Mit der Truppenordnung 47 (TO 47) wurden die Reduitbrigaden 21 (Berner Oberland), 22 (Ob- und Nidwalden, Oberhasli), und 24 (Innerschweiz) geschaffen. Sie verfügten je über ein Festungsartillerieregiment.
Mit der Armeereform 61 (TO 61) wurden die drei Festungs- und drei Reduitbrigaden dem neu geschaffenen Gebirgsarmeekorps 3 unterstellt.
1974 bauten Genieeinheiten der Reduitbrigade 24 den noch unvollendeten Schwyzer Teil des Pragelpasses aus, weil er die direkteste Verbindung vom Glarnerland ins Muotatal war, wo sich der Kommandoposten Selgis der Brigade befand. Initiant und Verantwortlicher für den Bau war Claus Cramer, der Kommandant der Brigade, der dafür von den Muotathalern das Ehrenbürgerrecht erhielt.
Die Neugliederung der Armee XXI führte 2003 zu einer wesentlichen Reduktion der Bestände. Das Gebirgsarmeekorps, die grossen Verbände und die Reduit- und Festungsbrigaden wurden aufgehoben.

## Auftrag und Bedrohungsart
Die Reduitbrigade 24 hatte den Auftrag, die Zugänge aus dem Mittelland in den Zentralraum (Reduit) zu sperren und die Schlüsselräume der Talkessel von Schwyz und Altdorf zu halten.
Für einen Gegner kam der schweizerische Alpenraum weniger als primäres Operationsziel in Frage, sondern als Umgehungsraum für die Luftwaffe oder die Sicherstellung einer Nord-Süd-Verbindung.

## Einsatzraum: Kommandoposten, Artilleriewerke und Sperrstellen (von nationaler Bedeutung mit *)

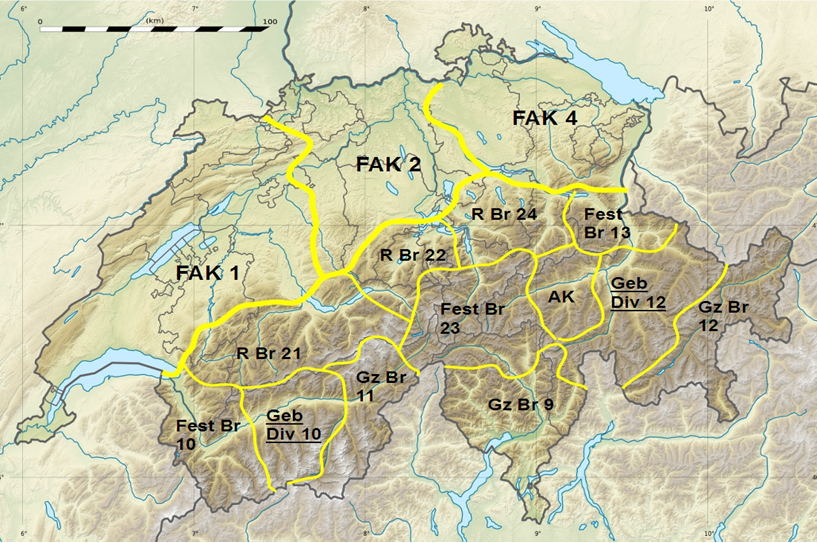
Raum der Reduitbrigade 24 im Grunddispositiv 1992

Der Raum der Reduitbrigade 24 reichte vom südlichen Zürichseeufer über Zug, Vierwaldstättersee ins mittlere Reusstal und über den Klausenpass ins Glarnerland an den Walensee und bis zum Etzel und Hirzelpass. Sie sperrte die Zugänge Richtung Gotthard und schützte die Verkehrsachsen, insbesondere die Autobahnen A2, A3 und A4.
Die Werke und Sperren der Reduitbrigade 24 lagen in der Innerschweiz, hauptsächlich in den Kantonen Glarus und Schwyz.

### Kanton Glarus

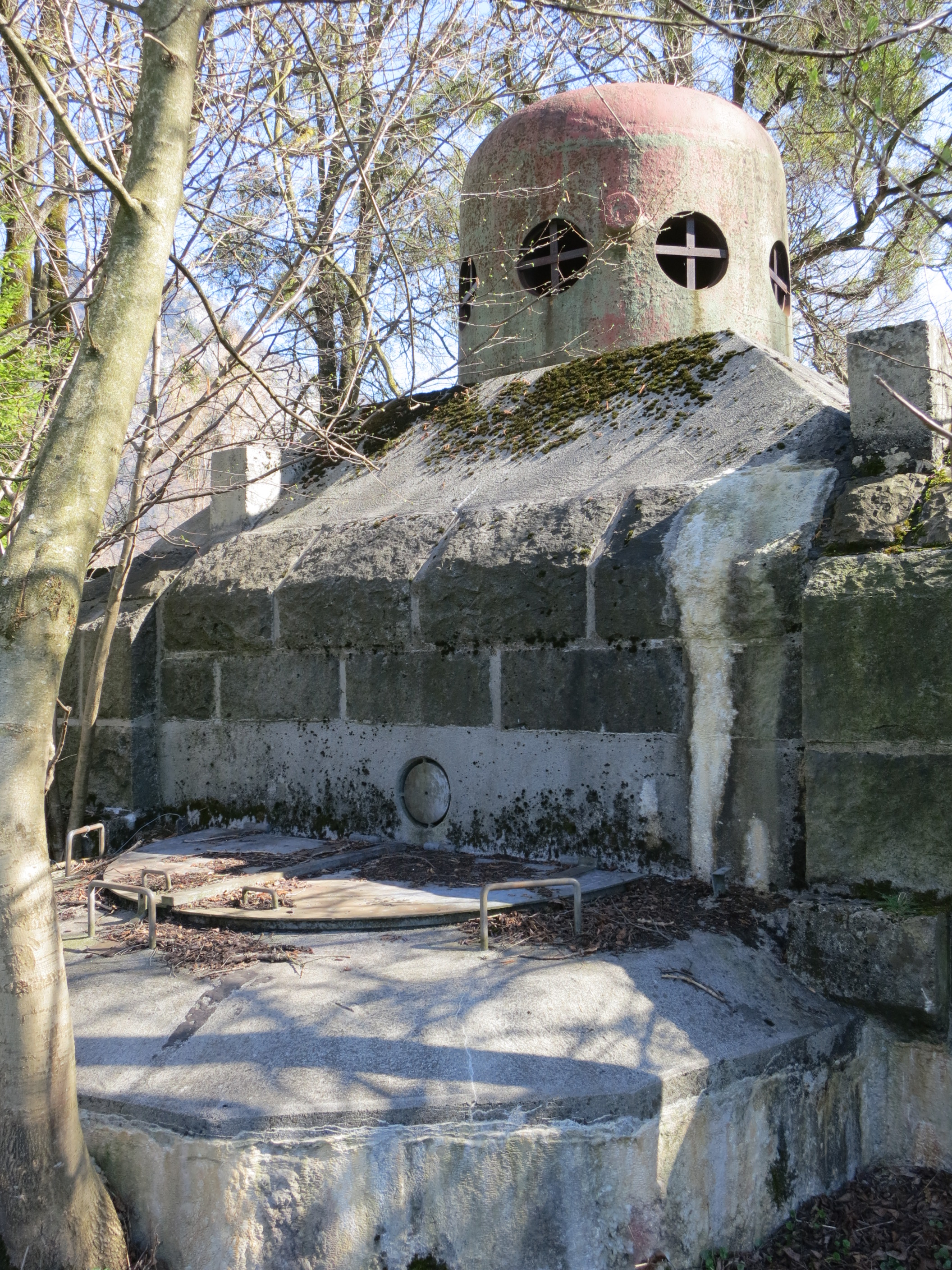
Bunker Hüttenböschen, Walensee

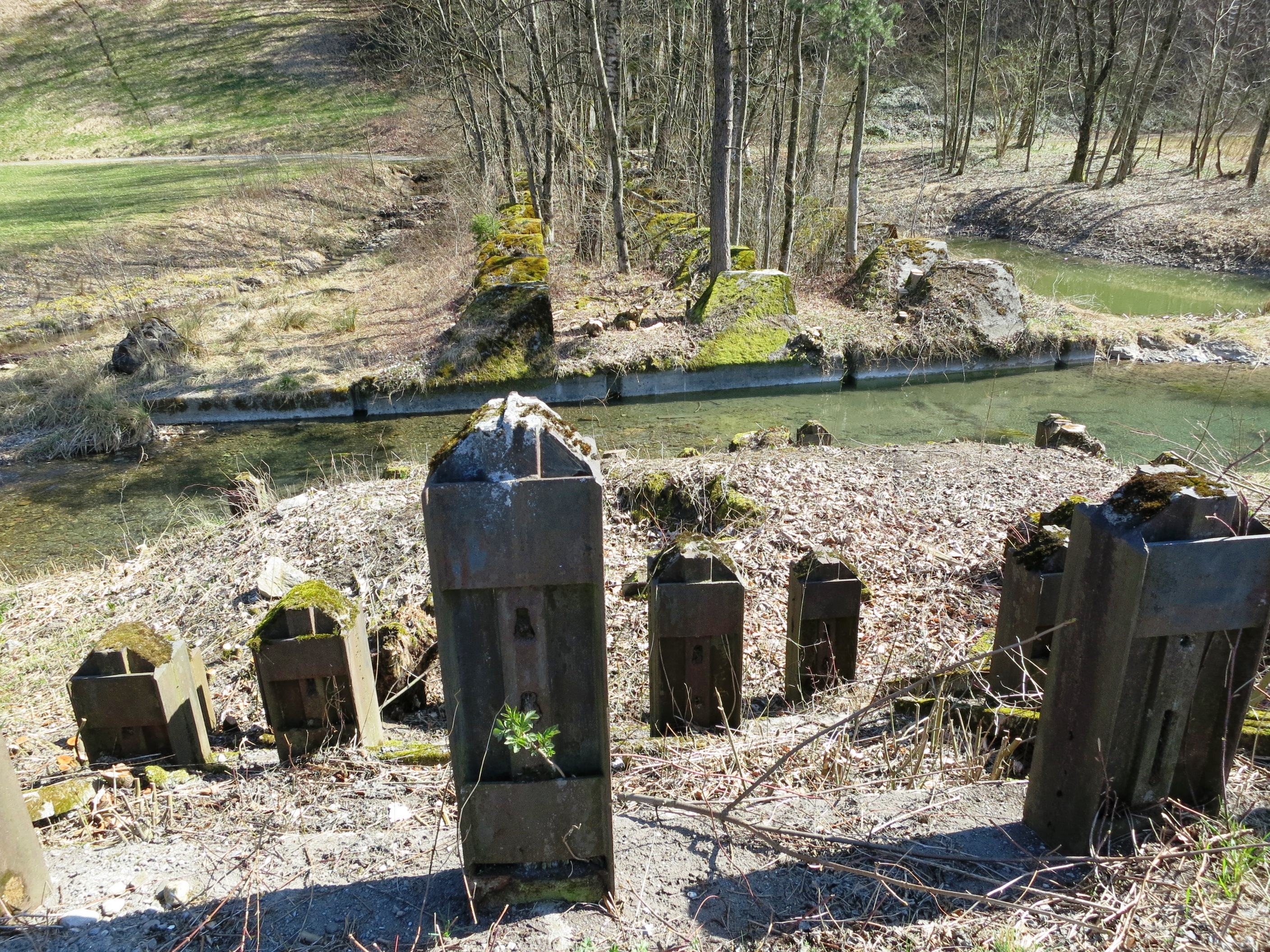
Geländepanzerhindernis Sitenhölzli, Escherkanal

- Kommandoposten: Bergli A 6710 (Glarus), Feldbachrippe A 6731 (Mollis), Vorburg A 6775 (Oberurnen), Rebberg A 6832 (Niederurnen),
- Artilleriewerke: Niederberg A 6740 (Näfels), Beglingen A 6756 (Näfels), Ennetberge A 6723-30 (Ennetberg-Matten/Kängel)
- Sperrstellen: Bilten, Ennenda, Filzbach, Gäsi (Filzbach), Lehni, Mollis, Näfels*, Netstal, Niederurnen-Ziegelbrücke* (nördlich der Linth Kanton St. Gallen), Linthal

### Kanton Luzern
- Artilleriewerk Vitznau A 2206

### Kanton Nidwalden
- Artilleriewerk Unter Nas A 2226
- Sperrstelle Beckenried

### Kanton Schwyz

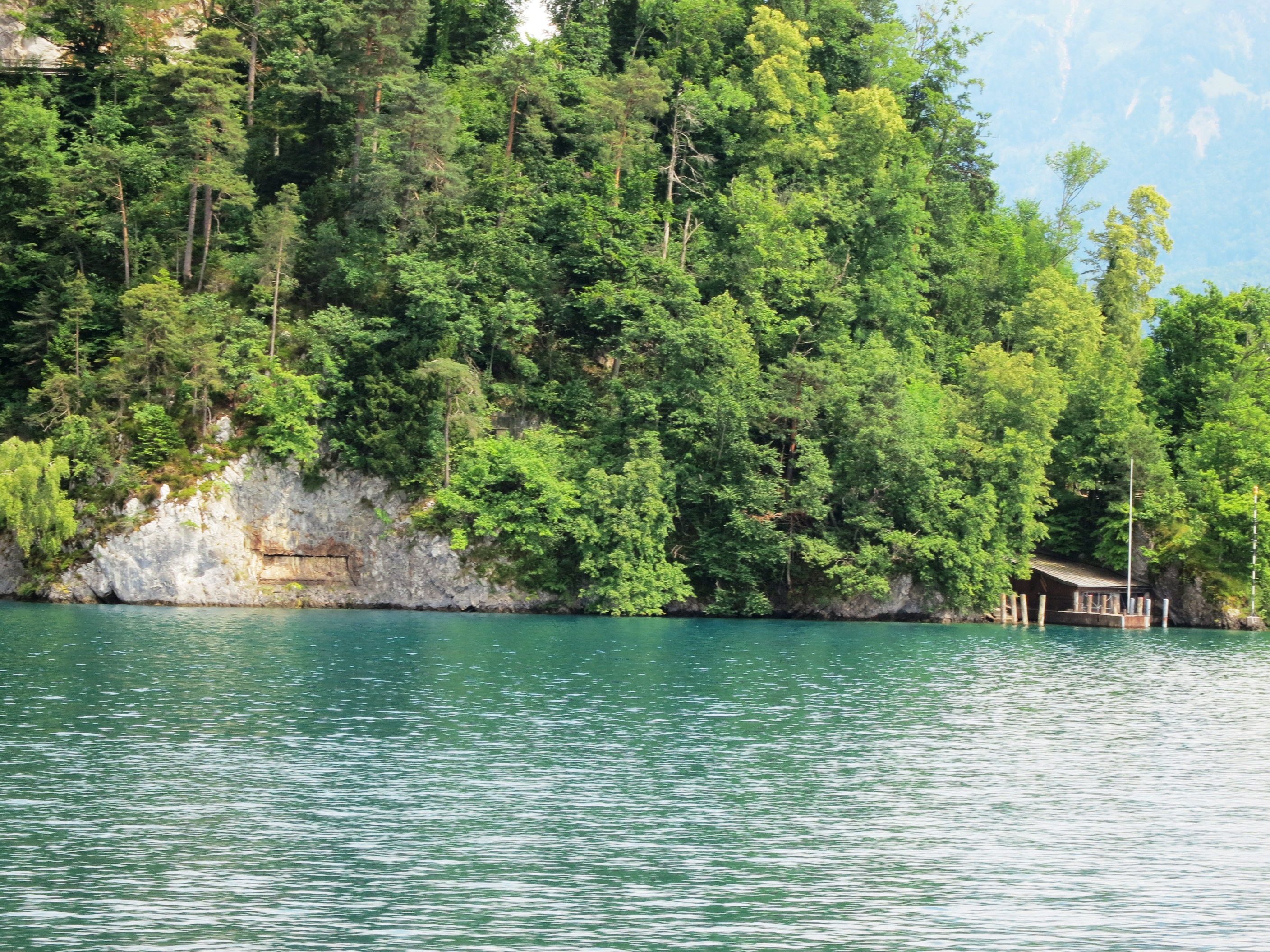
Seesperre Obere Nas, Vierwaldstättersee

- Kommandoposten Selgis A 7444 (Eingang Muotatal)
- Artilleriewerke: Barbara A 7330 (Rigi), Halsegg A 7351/52 (Sattel), Ober Nas A 2215 (Vitznau), Spitz A 7347/48 (Sattel), Stock A 7345 (Engelstock, Steinen), Verena A 7341 (Steinerberg).
- Artilleriestellungen (Art Stel): Biberegg (Rothenturm), Hageggli, Lützelmatt (Rothenturm), Rothenthurm, Schmiedenen (Rothenturm), Schornen Wart-Morgarten, Turnern (Raum Rothenturm).
- Sperrstellen: Alpthal, Altmatt-Schönboden, Biberbrugg*, Bühl-Etzel West*, Einsiedeln-Horgenberg, Freienbach, Linthebene, Obere Nas*, Oberarth*, Rigi, Rothenturm-Willerzell, Sattel, Schindellegi, Schlagberg (Schlapprig), Schwyz, Seilegg (Sattel), Sihlsee, St. Adrian, St. Meinrad-Etzel*, Wägital.

### Kanton St. Gallen
- Linthebene

### Kanton Uri
- Artilleriewerk Isleten A8730
- Sperrstellen: Attinghausen, Bürglen, Flüelen-Nord, Klausenpass, Seelisberg

### Kanton Zug
- Artilleriestellungen (Art Stel): Bucklen (Unterägeri), Schüsselbach (Unterägeri)
- Sperrstellen: Eielen-Oberwil, Finsterseebrugg, Feuerschwand-Gubel*, Hinterwald-Winteregg, Lorzentobelbrücke, Morgarten, Raten, Unterägeri, Zugerberg*[2]

## Kampfführung
Neben einem stark mechanisierten Stoss des Gegners durch Täler, über Alpenpässe und Forststrassen waren Helikopter und Luftlandeoperationen eine grosse Gefahr. Die infanteriestarke Gebirgsdivision musste sehr beweglich sein, um mittels Kampfgruppen Kräfte und Mittel an kampfentscheidenden Stellen konzentrieren zu können.

## Gliederung (1994)
- Infanterieregimenter 79 und 83
- Werkkompanien (Wk Kp) 15 und 46
- Festungsregimenter (Fest Rgt 24) mit Abteilung 18 (Kompanie I/18, II/18, III/18, IV/18, V/18 und VI/18) und Abteilung 19 (I/19, II/19, III/19 und IV/19)
- Festungsfliegerabwehrabteilung (Fest Flab Abt) 24
- Genieabteilung 64

## Ausbildung
Um sich jederzeit im gebirgigen Gelände verschieben zu können, bildeten Tarnung, Gebirgskampf und Jagdkampf die Ausbildungsschwerpunkte. Die Gebirgsausbildung auf breiter Basis bildete die Grundlage der Gebirgskampfschulung. Im mit der Armee 61 geschaffenen Gebirgsarmeekorps 3 wurde die Ausbildung im grossen Verband an die Hand genommen und die bisherige obligatorische und freiwillige Gebirgsausbildung weiter gefördert.

## Museen im Einsatzraum der Reduitbrigade 24
- Stiftung Schwyzer Festungswerke
- Artilleriewerk Halsegg und Dufour-Museum
- Militärhistorische Stiftung des Kantons Zug
- Artilleriewerk Mühlefluh (Festung Vitznau)
- Museum Festung Beglingen